# Houston Rockets
Houston Rockets je basketbalový tým hrající severoamerickou ligu National Basketball Association. Patří do Jihozápadní divize Západní konference NBA.
Tým byl založen roku 1967 pod názvem San Diego Rockets, v roce 1970 se přestěhoval do Houstonu a od té doby nese svůj dnešní název.
Za svou historii dokázali Rockets celkem čtyřikrát vyhrát play-off své konference, z toho dvakrát následně i finále celé NBA:
- Vítězství v NBA: 1994, 1995
- Ostatní vítězství v konferenci: 1981, 1986

## Statistika týmu v NBA
| Sezóna            | Výhry             | Prohry            | %                 | Účast v play-off                                                | Výsledky v play-off                                                                   |
| San Diego Rockets | San Diego Rockets | San Diego Rockets | San Diego Rockets | San Diego Rockets                                               | San Diego Rockets                                                                     |
| ----------------- | ----------------- | ----------------- | ----------------- | --------------------------------------------------------------- | ------------------------------------------------------------------------------------- |
| 1967–68           | 15                | 67                | 18,3              |                                                                 |                                                                                       |
| 1968–69           | 37                | 45                | 45,1              | Divizní semifinále                                              | 2:4 Atlanta Hawks                                                                     |
| 1969–70           | 27                | 55                | 32,9              |                                                                 |                                                                                       |
| 1970–71           | 40                | 42                | 48,8              |                                                                 |                                                                                       |
| Houston Rockets   |                   |                   |                   |                                                                 |                                                                                       |
| 1971–72           | 34                | 48                | 41,5              |                                                                 |                                                                                       |
| 1972–73           | 33                | 49                | 40,2              |                                                                 |                                                                                       |
| 1973–74           | 32                | 50                | 39,0              |                                                                 |                                                                                       |
| 1974–75           | 41                | 41                | 50,0              | První kolo Konferenční semifinále                               | 2:1 New York Knicks 1:4 Philadelphia 76ers                                            |
| 1975–76           | 40                | 42                | 48,8              |                                                                 |                                                                                       |
| 1976–77           | 49                | 33                | 59,8              | Konferenční semifinále Konferenční finále                       | 4:2 Washington Wizards 2:4 Philadelphia 76ers                                         |
| 1977–78           | 28                | 54                | 34,1              |                                                                 |                                                                                       |
| 1978–79           | 47                | 35                | 57,3              | První kolo                                                      | 0:2 Atlanta Hawks                                                                     |
| 1979–80           | 41                | 41                | 50,0              | První kolo Konferenční semifinále                               | 2:1 San Antonio Spurs 0:4 Boston Celtics                                              |
| 1980–81           | 40                | 42                | 48,8              | První kolo Konferenční semifinále Konferenční finále Finále NBA | 2:1 Los Angeles Lakers 4:3 San Antonio Spurs 4:1 Kansas City Kings 2:4 Boston Celtics |
| 1981–82           | 46                | 36                | 56,1              | První kolo                                                      | 1:2 Seattle SuperSonics                                                               |
| 1982–83           | 14                | 68                | 17,1              |                                                                 |                                                                                       |
| 1983–84           | 29                | 53                | 35,4              |                                                                 |                                                                                       |
| 1984–85           | 48                | 34                | 58,5              | První kolo                                                      | 2:3 Utah Jazz                                                                         |
| 1985–86           | 51                | 31                | 62,2              | První kolo Konferenční semifinále Konferenční finále Finále NBA | 3:0 Sacramento Kings 4:2 Denver 4:1 Los Angeles Lakers 2:4 Boston Celtics             |
| 1986–87           | 42                | 40                | 51,2              | První kolo Konferenční semifinále                               | 3:1 Portland Trail Blazers 2:4 Seattle SuperSonics                                    |
| 1987–88           | 46                | 36                | 56,1              | První kolo                                                      | 1:3 Dallas Mavericks                                                                  |
| 1988–89           | 45                | 37                | 54,9              | První kolo                                                      | 1:3 Seattle SuperSonics                                                               |
| 1989–90           | 41                | 41                | 50,0              | První kolo                                                      | 0:3 Los Angeles Lakers                                                                |
| 1990–91           | 52                | 30                | 63,4              | První kolo                                                      | 0:3 Los Angeles Lakers                                                                |
| 1991–92           | 42                | 40                | 51,2              |                                                                 |                                                                                       |
| 1992–93           | 55                | 27                | 67,1              | První kolo Konferenční semifinále                               | 3:2 Los Angeles Clippers 3:4 Seattle SuperSonics                                      |
| 1993–94           | 58                | 24                | 70,7              | První kolo Konferenční semifinále Konferenční finále Finále NBA | 3:1 Portland Trail Blazers 4:3 Phoenix Suns 4:1 Utah Jazz 4:3 New York Knicks         |
| 1994–95           | 47                | 35                | 57,3              | První kolo Konferenční semifinále Konferenční finále Finále NBA | 3:2 Utah Jazz 4:3 Phoenix Suns 4:2 San Antonio Spurs 4:0 Orlando Magic                |
| 1995–96           | 48                | 34                | 58,5              | První kolo Konferenční semifinále                               | 3:1 Los Angeles Lakers 0:4 Seattle SuperSonics                                        |
| 1996–97           | 57                | 25                | 69,5              | První kolo Konferenční semifinále Konferenční finále            | 3:0 Minnesota Timberwolves 4:3 Seattle SuperSonics 2:4 Utah Jazz                      |
| 1997–98           | 41                | 41                | 50,0              | První kolo                                                      | 2:3 Utah Jazz                                                                         |
| 1998–99           | 31                | 19                | 62,0              | První kolo                                                      | 1:3 Los Angeles Lakers                                                                |
| 1999–00           | 34                | 48                | 41,5              |                                                                 |                                                                                       |
| 2000–01           | 45                | 37                | 55,0              |                                                                 |                                                                                       |
| 2001–02           | 28                | 54                | 34,1              |                                                                 |                                                                                       |
| 2002–03           | 43                | 39                | 52,4              |                                                                 |                                                                                       |
| 2003–04           | 45                | 37                | 55,0              | První kolo                                                      | 1:4 Los Angeles Lakers                                                                |
| 2004–05           | 51                | 31                | 62,2              | První kolo                                                      | 3:4 Dallas Mavericks                                                                  |
| 2005–06           | 34                | 48                | 41,5              |                                                                 |                                                                                       |
| 2006–07           | 52                | 30                | 63,4              | První kolo                                                      | 3:4 Utah Jazz                                                                         |
| 2007–08           | 55                | 27                | 67,1              | První kolo                                                      | 2:4 Utah Jazz                                                                         |
| 2008–09           | 53                | 29                | 63,6              | První kolo Konferenční semifinále                               | 4:2 Portland Trail Blazers 3:4 Los Angeles Lakers                                     |
| 2009–10           | 42                | 40                | 51.2              |                                                                 |                                                                                       |
| 2010–11           | 43                | 39                | 52,4              |                                                                 |                                                                                       |
| 2011–12           | 34                | 32                | 51.5              |                                                                 |                                                                                       |
| 2012–13           | 45                | 37                | 54,9              | První kolo                                                      | 2:4 Oklahoma City Thunder                                                             |
| 2013–14           | 54                | 28                | 65,9              | První kolo                                                      | 2:4 Portland Trail Blazers                                                            |
| 2014–15           | 56                | 26                | 68,3              | První kolo Konferenční semifinále Konferenční finále            | 4:1 Dallas Mavericks 4:3 Los Angeles Clippers 1:4 Golden State Warriors               |
| 2015–16           | 41                | 41                | 50,0              | První kolo                                                      | 1:4 Golden State Warriors                                                             |
| Celkem            | 2052              | 1918              | 51,7              |                                                                 |                                                                                       |
| Play-off          | 126               | 133               | 48,6              | 2 vítězství                                                     | 2 vítězství                                                                           |